# (3126) Davydov
(3126) Davydov est un astéroïde de la ceinture principale.

## Description
(3126) Davydov est un astéroïde de la ceinture principale. Il fut découvert le 8 octobre 1969 à Nauchnyj par Lioudmila Tchernykh. Il présente une orbite caractérisée par un demi-grand axe de 3,00 UA, une excentricité de 0,11 et une inclinaison de 9,7° par rapport à l'écliptique.

## Compléments